# معطف

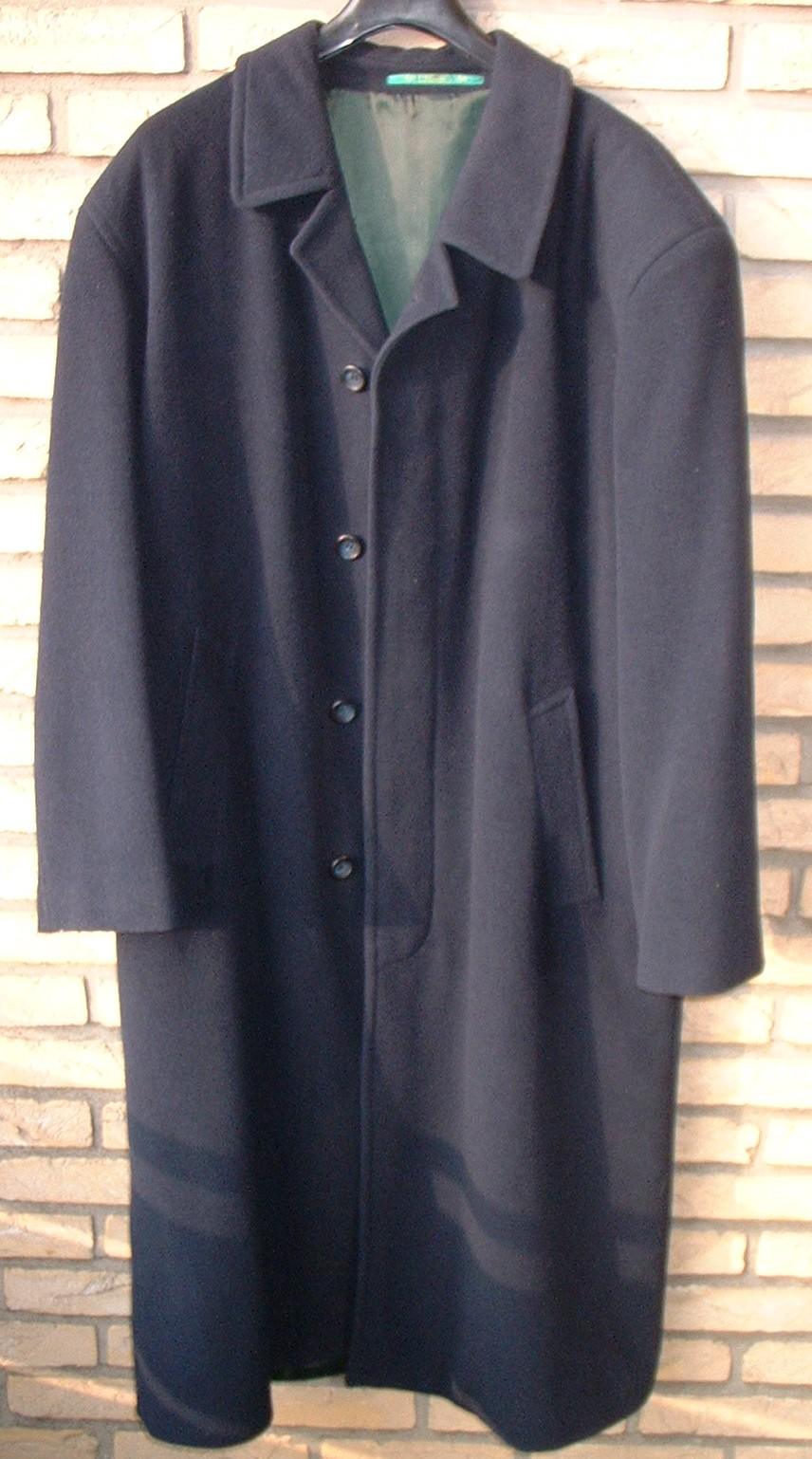
معطف صوفي.

المعطف (الجمع: مَعَاطِف) هو قطعة ملابس طويلة يرتديها الرجال (في الأغلب) للتدفئة أو للزينة، وتكون غالباً ذات أكمام طويلة ومفتوحة من الأمام، ويمكن إغلاقها بأزرار أو سحَّاب أو فيلكرو أو حزام.